# 荊門市
荊門市（けいもん-し）は、中華人民共和国湖北省に位置する地級市。

## 歴史
漢代に当陽県が置かれる。唐代に荊門県が置かれる。
1983年8月19日に荊門市（地級市）の設立。

## 地理
湖北省の中部に位置し、随州市、孝感市、荊州市、宜昌市、襄陽市、天門市、潜江市に接する。

## 行政区画
2市轄区・2県級市・1県を管轄下に置く。
- 市轄区：
  - 東宝区・掇刀区
- 県級市：
  - 鍾祥市・京山市
- 県：
  - 沙洋県

| 荊門市の地図                       |
| ---------------------------------- |
| 東宝区 掇刀区 沙洋県 鍾祥市 京山市 |

### 年表
この節の出典
- 1983年8月19日 - 湖北省荊州地区荊門市が地級市の荊門市に昇格。(1市)
  - 荊州地区荊門県を編入。
- 1985年5月 - 東宝区・沙洋区を設置。(2区)
- 1996年12月2日 - 荊州市鍾祥市・京山県を編入。(2区1市1県)
- 1998年12月9日 - 沙洋区が県制施行し、沙洋県となる。(1区1市2県)
- 2001年3月17日 - 東宝区の一部が分立し、掇刀区が発足。(2区1市2県)
- 2018年2月22日 - 京山県が市制施行し、京山市となる。(2区2市1県)

## 交通
空港
- 荊門漳河空港

鉄道
- 焦柳線（河南省焦作市 - 広西チワン族自治区柳州市）
- 荊沙線（荊門市 - 荊州市沙市区）
- 長荊線（孝感市応城市長江埠 - 荊門市）

道路
- 荊宜高速道路
- 襄荊高速道路